# Looking for Eric
Looking for Eric é um filme britânico de 2009 escrito por Paul Laverty e dirigido por Ken Loach.

A trama fala sobre sobre as aflições da vida moderna e como o futebol e seus heróis podem proporcionar um escape aos seus fãs. O elenco do filme inclui o ex-futebolista profissional Eric Cantona e o ex-baixista da banda The Fall, Steve Evets.
As gravações ocorreram em Manchester pela empresa Sixteen Films, de Ken Loach. O longa competiu na competição principal da 62nd Cannes Film Festival.

## Elenco
- Steve Evets - Eric Bishop
- Eric Cantona - Eric Cantona
- Stephanie Bishop - Lily
- Gerard Kearns - Ryan
- Stefan Gumbs - Jess
- Lucy-Jo Hudson - Sam
- Cole Williams, Dylan Williams - Daisy
- Matthew McNulty - Eric jovem
- Laura Ainsworth - Lily jovem
- Max Beesley - Pai de Eric
- Kelly Bowland - Namorada de Ryan
- Julie Brown - Enfermeira
- John Henshaw - Meatballs
- Des Sharples - Jack
- Justin Moorhouse - Speen
- Smug Roberts - Smug
- Mick Ferry - Judge
- Greg Cook - Monk
- Johnny Travis - Travis
- Steve Marsh - Zac
- Cleveland Campbell - Buzz
- Ryan Pope - Fenner

## Recepção da crítica
Em novembro de 2009 obteve cotação de 88% no Rotten Tomatoes